# Listă de persoane cu tulburare depresivă majoră
Aceasta este o listă de persoane de seamă care au sau au avut tulburare depresivă majoră. Un număr de oameni bine cunoscuți au avut această tulburare. Pe când depresia era uneori un secret rușinos până în anii 1970, de atunci în societate a început să se discute mai deschis despre depresie. Persoanele din timpuri mai vechi ezitau adesea să discute sau să caute tratament pentru depresie din cauza stigmatizării sociale legate de această condiție sau din cauza ignoranței cu privire la diagnostic sau tratamente. Despre unele personalități istorice se presupune că au avut depresie avându-se la bază analize sau interpretări ale scrisorilor, jurnalelor, lucrărilor de artă, scrierilor sau declarațiilor familiei și prietenilor.
Cuprins: Început - 0–9 A B C D E F G H I J K L M N O P Q R S T U V W X Y Z

## A
- Caroline Aherne, comediant britanic[1]
- Gustav Åhr, rapper american, cunoscut ca Lil Peep[2]
- Chantal Akerman, regizor avant-garde belgian[3]
- Alan Alda, actor și autor american[4]
- Buzz Aldrin, astronaut american, al doilea om care a pășit pe lună[5]
- Woody Allen, regizor și actor american.[6]
- Claus von Amsberg, diplomat german și soț al reginei Beatrix a Țărilor de Jos[7]
- Hans Christian Andersen, scriitor danez[8]
- Hideaki Anno, creator de desene animate și regizor japonez[9]
- Jack Antonoff, muzician american[10]
- Malcolm Arnold, compozitor britanic[11]
- Richard Ashcroft, cântăreț compozitor englez[12][13]
- Julian Assange, programator de computer australian și director al WikiLeaks[14]
- Tex Avery, creator de desene animate și caricaturist american.[15]

## B
- Parveen Babi, actriță de la Bollywood[16]
- Alec Baldwin, actor american[17]
- Christian Bale, actor britanic[18]
- Maria Bamford, comediantă și actriță cu voce americană[19][20]
- David Banner,  artist american de hip hop[21][22]
- Roseanne Barr, actriță, comediantă, producătoare de televiziune și scriitoare americană[23]
- Charles Baudelaire, poet francez[24]
- Amanda Beard, înotător american și medaliat olimpic cu aur[25]
- Kristen Bell, actriță americană[26]
- Chester Bennington, muzician american, solist vocal de frunte pentru trupa Linkin Park[27]
- Ingmar Bergman, regizor suedez[28]
- Halle Berry, actriță americană[29]
- Beyoncé, cântăreață americană[30]
- Randy Blythe, cântăreț american[31]
- David Bohm, fizician cuantic britanic[32]
- James Blake, cântăreț britanic[33]
- Ludwig Boltzmann, fizician și filozof austriac[34]
- Kjell Magne Bondevik, politician și prim-ministru al Norvegiei[35]
- Jon Bon Jovi, cântăreț și compozitor american de rock[36]
- Nathaniel Borenstein, informatician american[37]
- Anthony Bourdain, personalitate de televiziune, autor și bucătar-șef american[38]
- Lorraine Bracco, actriță americană[39]
- Terry Bradshaw, jucător de fotbal american, analist sportiv, gazdă de televiziune și actor[40]
- Wayne Brady, comediant american[41]
- Zach Braff, actor american[42]
- Marlon Brando, actor american[43]
- Kenneth Branagh, actor nord-irlandez[44]
- Frank Bruno, boxer britanic[45]
- Art Buchwald, umorist american[46]
- Joe Budden, artist american de hip hop[47]
- Charles Bukowski, romancier, scriitor de nuvele și poet american[48]
- Delta Burke, actriță americană[49]
- Robert Burton, intelectual britanic, autor al cărții Anatomia melancoliei[50]
- Barbara Bush, Prima Doamnă a Statelor Unite (1989–93) și A Doua Doamnă (1981–1989)[51]
- Kate Bush, muziciană britanică[52]
- Geezer Butler, muzician britanic[53]

## C
- Anthony Callea, cântăreț australian de pop[54]
- Alastair Campbell, jurnalist și consilier politic britanic[55]
- Truman Capote, scriitor american cunoscut pentru Mic dejun la Tiffany și Cu sânge rece[56]
- Drew Carey, comediant și actor american[57]
- Clarke Carlisle, fotbalist profesionist englez[58]
- Jim Carrey, actor și comediant canadian[59]
- Johnny Carson, prezentator american de televiziune[60]
- Helena Bonham Carter, actriță britanică[61]
- Johnny Cash, muzician american[62]
- Dick Cavett, moderator american de talk-show[63]
- Celina Caesar-Chavannes, politiciană canadiană[64]
- Raymond Chandler, romancier americano-britanic și scenarist premiant al Oscar pentru Dalia albastră[65]
- Iris Chang, scriitoare și istorică chineză americană[66]
- Mary Chapin Carpenter, cântăreață compozitoare americană[67]
- Ray Charles, cântăreț american[68]
- Chevy Chase, actor și comediant american[69]
- David Chase, scriitor, regizor și producător american[70]
- Leslie Cheung, cântăreț și actor din Hong Kong[71]
- Lawton Chiles, senator american și guvernator al Floridei[35]
- Melanie Chisholm, cântăreț compozitor englez de pop[72]
- Agatha Christie, scriitor englez de true crime[73]
- Winston Churchill, fost prim-ministru britanic[74]
- Eric Clapton, muzician englez[75]
- Montgomery Clift, actor american[76]
- George Clooney, actor american[77]
- Kurt Cobain, muzician american (Nirvana)[78]
- Leonard Cohen, cântăreț compozitor canadian[79]
- Phil Collins, muzician englez, toboșar pentru trupa Genesis[80]
- John Coltrane, saxofonist american de jazz[81]
- Joseph Conrad, scriitor polon[82]
- Catherine Cookson, romancieră engleză[83]
- Calvin Coolidge, al 30-lea președinte al Statelor Unite[84]
- Billy Corgan, muzician american (The Smashing Pumpkins)[85]
- Jeb Corliss, parașutist profesionist și BASE jumper american[86]
- Chris Cornell, muzician american (Soundgarden, Audioslave)[87]
- Courteney Cox, actriță americană[88]
- Sheryl Crow, cântăreață compozitoare americană[89]
- Rivers Cuomo, muzician american (Weezer)[90]
- Ian Curtis, muzician englez (fruntaș al Joy Division)[91]

## D
- Tessa Dahl, autoare și fostă actriță engleză; fiica romancierului Roald Dahl[92][93]
- Roméo Dallaire, general, senator și filantrop canadian[94]
- Rodney Dangerfield, comediant și actor american[95]
- Charles Darwin, naturalist, geolog și biolog britanic[96]
- Larry David, actor, scriitor, comediant și producător TV american[97]
- Pete Davidson, actor și comediant american[98]
- Jonathan Davis, cântăreț și muzician american, solist vocal fruntaș al Korn[99]
- Shane Dawson, youtuber, comediant, regizor, actor și muzician american[100]
- Osamu Dazai, autor japonez[101]
- Dead, cântăreț și muzician norvegian născut în Suedia, solist vocal fruntaș al Mayhem și Morbid[102]
- Deadmau5, DJ canadian și producător de muzică[103]
- Edgar Degas, pictor francez[104]
- Ellen DeGeneres, comendiant și moderator american de talk show[105]
- Rob Delaney, comediant, actor, scriitor și activist politic american[106]
- Cara Delevingne, fotomodel, actriță și cântăreață engleză[107]
- Denice Denton, savantă și administratoare universitară americană[108]
- John Denver, muzician american[109]
- DeMar DeRozan, jucător american de baschet pentru San Antonio Spurs[110]
- Diana, Prințesă de Wales, membră a Familiei Regale Britanice[111]
- Philip K. Dick, autor american, cunoscut pentru romane științifico-fanstastice precum Substanța M, Visează androizii oi electrice? și Omul din castelul înalt.[112]
- Charles Dickens, scriitor și critic social britanic[113]
- Barry Dickins, romancier și dramaturg australian; a scris memorii despre lupta sa cu depresia[114][115]
- Emily Dickinson, poetă americană[116]
- Monty Don, prezentator de televiziune și scriitor englez, vorbitor în public despre horticultură[117]
- Feodor Dostoievski, mare scriitor rus cu renume mondial[118]
- Graeme Dott, jucător scoțian de snooker profesionist[119]
- Kirk Douglas, actor american.[120]
- Nick Drake, muzician britanic[121]
- Doug Duncan, politician american[35]
- Kirsten Dunst, actriță americano-germană[122]
- Bob Dylan, cântăreț compozitor, poet și artist american[123]

## E
- Thomas Eagleton, senator american din Missouri[124]
- Blake Edwards, regizor, scenarist și producător de filme american[125]
- Richey Edwards, ghitarist și autor liric (Manic Street Preachers)[126]
- Harlan Ellison, scriitor american de science fiction[127]
- Robert Enke, fotbalist german[128]
- Chris Evans, actor american[26]
- James Dallas Egbert III, student american care s-a sinucis.[129]

## F
- Chris Farley, actor și comediant american[130]
- William Faulkner, autor american[131]
- Gabriel Fauré, compozitor romantic, organist, pianist și profesor francez[132]
- Federico Fellini, regizor italian.[133]
- Craig Ferguson, moderator scoțiano-american de talk show[134]
- Paul Feyerabend, filozof al științei austriac[135]
- Lupe Fiasco, rapper american[136]
- F. Scott Fitzgerald, autor american[137]
- Robert FitzRoy, ofițer englez al Marinei Regale și savant[138]
- C. B. Forgotston, avocat și gardian (watchdog) al guvernului de stat din Louisiana[139]
- Michel Foucault, filozof francez[140]
- Robert Frost, poet american[141]
- Stephen Fry, comediant, actor și scriitor englez[142]
- Tyson Fury, boxer britanic[143]

## G
- Peter Gabriel, cântăreț britanic și membru al trupei Genesis[144]
- Geoff Gallop, politician australian[145]
- Judy Garland, cântăreață și actriță americană[146]
- Helen Garner, scriitoare australiană[147]
- Romain Gary, romancier și diplomat franco-lituaniano-polon de origine evreiască[148]
- Alessandro Gassman, actor italian.[149]
- Vittorio Gassman, actor italian.[150]
- Gaston Gaudio, jucător de tenis argentinian și campion al Turneului de la Roland Garros din 2004[151]
- Carlo Gesualdo, compozitor italian, diagnosticat după ce și-a ucis soția, pe amantul ei și pe propriu său fiu[152]
- Paul Getty, filantrop britanic[153]
- Donald Glover, actor, comediant, cântăreț, scriitor, producător, regizor, rapper și DJ american[154]
- Johann Wolfgang von Goethe, autor german[155]
- Selena Gomez, cântăreață și actriță americană[156]
- John Goodman, actor american[157]
- Joseph Gordon-Levitt, actor american[158]
- Tipper Gore, fostă A Doua Doamnă a Statelor Unite[137]
- Michael Gothard, actor britanic[159]
- Francisco Goya, pictor spaniol[160]
- Kelsey Grammer, actor american[161]
- Bob Grant, actor și scriitor britanic cunoscut pentru jucarea rolului lui Jack Harper în On the Buses[162]
- Cary Grant, actor britanico-american.[163]
- Spalding Gray, actor și scriitor american[164]
- Graham Greene, scriitor britanic[165]
- Zack Greinke, aruncător american în MLB[166]
- Ken Griffey Jr., jucător american în MLB[167]
- Eddie Griffin, jucător american în NBA[168]

## H
- Jon Hamm, actor american[169]
- Darrell Hammond, actor și impresionist american[170]
- Tony Hancock, actor și comediant englez[171]
- Jeff Hanneman, ghitarist și compozitor american[172]
- Glen Hansard, cântăreț compozitor și actor irlandez[173]
- Andrew Hansen, comediant australian (parte a echipei The Chaser)[174]
- Arin Hanson, personalitate a internetului, creator de desene animate, comediant, actor cu voce și muzician american[175]
- Johann Hari, jurnalist britanic[176]
- Rolf Harris, comediant și artist australian[177]
- Bret Hart, luptător profesionist canadian[178]
- Herbert Hart, filozof britanic[179]
- Elizabeth Hartman, actriță americană[180]
- Friedrich August Hayek, economist austriac[181]
- Ernest Hemingway, scriitor american[113]
- Margaux Hemingway, actriță americană; nepoată a lui Ernest Hemingway[182]
- Taraji P. Henson, actriță americană[183]
- Victor Heringer, romancier și poet brazilian[184]
- Bill Hicks, comediant și muzician american[185]
- Missy Higgins, cântăreață compozitoare australiană[186]
- Geoffrey Hill, poet englez[187]
- Hulk Hogan, luptător profesionist american[188]
- Tuomas Holopainen, compozitor și muzician multi-instrumentalist finlandez, membru fondator al formației Nightwish[189]
- Sir Anthony Hopkins, actor britanic[190]
- Hopsin, rapper și artist american de hip-hop[191]
- Vladimir Horowitz, pianist și compozitor american[192]
- Robert E. Howard, autor american de reviste de literatură de consum, cunoscut pentru creațiile sale Conan Barbarul, Solomon Kane, Kull și altele.[193]
- Daniel Howell, youtuber britanic[194]
- Steve Hughes, comediant și toboșar australian de black metal[195]
- Sam Humphrey, actor australian cunoscut pentru jucarea rolului lui Charles Stratton în filmul muzical The Greatest Showman[196]
- Michael Hutchence, cântăreț compozitor australian[197]
- Sarah Hyland, actriță americană cunoscută pentru jucarea rolului lui Haley Dunphy în Modern Family[198]

## I
- Janis Ian, cântăreț compozitor american[199]
- Gabriel Iglesias, comediant și actor american[200]
- Natalie Imbruglia, cântăreață compozitoare australiană, actriță și model[201]
- Jack Irons, muzician american, toboșar pentru trupele Eleven, Pearl Jam și Red Hot Chili Peppers[202]

## J
- Janet Jackson, cântăreț american[203]
- Michael Jackson, cântăreț american[204]
- William James, filozof și psiholog american[205]
- Jim Jefferies, comediant australian[206]
- Richard Jeni, comediant și actor american[207]
- Alexa Ray Joel, cântăreț compozitor american[208]
- Billy Joel, muzician american[209]
- Daniel Johns, muzician australian[210]
- Agnete Johnsen, cântăreț norvegian care a reprezentat Norvegia la concursul Eurovision din 2016[211]
- Dwayne Johnson, actor și luptător profesionist american[212]
- Samuel Johnson, lexicograf, biograf, eseist și poet britanic[213]
- Daniel Johnston, muzician american[214]
- Angelina Jolie, actriță americană[215]
- Bruce Jones, actor englez de televiziune în serialul Coronation Street[216]
- Kevan Jones, deputat al Partidului Laburist din Regatul Unit din partea circumscripției Durhamul de Nord[217]
- Tyler Joseph, muzician american[218][219]
- Ashley Judd, actriță americană[220]
- Jung Da Bin, actriță coreeană[221]

## K
- Franz Kafka, scriitor ceh[222]
- Antonie Kamerling, actor olandez[223]
- Jason Kander, politician american, fost Secretar de Stat al Missouri[224]
- Sarah Kane, dramaturg englez[225]
- Hamid Karzai, președinte afghan[226]
- Charlie Kaufman, scenarist american[227]
- Susanna Kaysen, scriitor american[228]
- Buster Keaton, regizor și actor american.[229]
- John Keats, poet britanic[230]
- Grace Kelly, actriță americană.[231]
- Jack Kerouac, poet și romancier american[232]
- Marian Keyes, scriitor irlandez[233]
- Alicia Keys, cântăreț compozitor american[234]
- Kid Cudi, artist american de hip hop[235]
- Anthony Kiedis, muzician american, cântăreț de frunte al trupei de funk rock Red Hot Chili Peppers[236]
- Søren Kierkegaard, filozof danez[237]
- Stephen King, autor american[238]
- Ernst Ludwig Kirchner, pictor german[239]
- John Kirwan, jucător de rugby neo-zeelandez, fost membru All Black, în prezent anterenor al echipei naționale de rugby a Japoniei[240]
- Hayley Kiyoko, cântăreață și actriță americană[241]
- Kool Keith, artist american de hip hop[242]
- Shane Koyczan, scriitor și artist spoken word canadian[243]
- Joey Kramer, muzician american (Aerosmith)[244]
- Meena Kumari, actriță indiană de film[245]
- Akira Kurosawa, regizor japonez de film[246]

## L
- Alan Ladd, actor american[247]
- Lady Gaga, cântăreață compozitoare și actriță americană[248]
- Kendrick Lamar, artist american de hip hop[249]
- Michael Landsberg, comentator sportiv canadian[250]
- Hugh Laurie, actor britanic[251]
- Denis Lawson, actor britanic[252]
- Jenny Lawson, autor și blogger american[253]
- Lecrae, artist american de hip hop[254]
- Lee Joon-gi, actor coreean[255]
- John Lennon, MBE, cântăreț compozitor britanic[256]
- Neil Lennon, fotbalist nord-irlandez[257]
- Sergio Leone, regizor italian.[258]
- David Letterman, comediant și prezentator TV american[259]
- Meriwether Lewis, explorator american[260]
- Richard Lewis, comediant și actor american[261]
- Gary Lightbody, cântăreț nord-irlandez din trupa Snow Patrol[262]
- Thomas Ligotti, autor american de horror[263]
- Lil' Chris, âântăreț compozitor englez[264]
- Abraham Lincoln, avocat și politician american, sl 16-lea președinte al Statelor Unite[265]
- Mary Todd Lincoln, Primă Doamnă a Statelor Unite[266]
- Jean-François Lisée, politician franco-canadian, fost lider al opoziției din Quebec[267]
- Carlo Lizzani, regizor italian.[268]
- Heather Locklear, actriță americană[269]
- Oscar Lopez, ghitarist chileano-canadian[270]
- Demi Lovato, cântăreț și actriță americană[271]
- Courtney Love, cântăreață și actriță americană (Hole)[272]
- HP Lovecraft, autor american, cunoscut pentru Mitologia Cthulhu[273]

## M
- Claudio Magris, scriitor italian[274]
- Gustav Mahler, compozitor austriac[275]
- Rafe Mair, crainic și politician canadian[276]
- Howie Mandel, comediant, gazdă de televiziune și actor canadian[277]
- Marilyn Manson, cântăreț, compozitor, muzician, actor, pictor, autor și fost jurnalist muzical american[278][279]
- Shirley Manson, cântăreață scoțiană din trupa Garbage[280]
- John Marsden, romancier și profesor australian cunsocut pentru serialul Tomorrow[281][282]
- Dave Mason, muzician australian cunoscut pentru Quasimodo's Dream[283]
- Heather Matarazzo, actriță americană[284]
- Henri Matisse, pictor francez[285]
- Guy de Maupassant, pictor francez[286]
- Brian May, ghitarist britanic[287]
- Vladimir Mayakovsky, scriitor și poet rus[288]
- Garry McDonald, actor australian cunoscut pentru Mother and Son și The Norman Gunston Show[289][290]
- Ewan McGregor, actor scoțian[291]
- Duff McKagan, basist american de hard rock[292]
- Herman Melville, scriitor american[293]
- Paul Merton, comediant englez[294]
- Charlotte Mew, poet britanic[295]
- Toshiro Mifune, actor japonez.[296]
- Michelangelo, pictor și sculptor italian[297]
- John Stuart Mill, filozof politic britanic[298]
- Spike Milligan, comediant și scriitor irlandez[299]
- Yukio Mishima, autor japonez[300]
- Kylie Minogue, cântăreț australian[301]
- Joan Miró, pictor spaniol[302]
- Frunzik Mkrtchyan, actor armean[303]
- Moby, DJ și muzician american[304]
- Mario Monicelli, regizor italian.[305]
- Marilyn Monroe, actriță americană și simbol al sexului[306]
- Alanis Morissette, muzician și compozitor canadian[307]
- Morrissey, cântăreț britanic și fost fruntaș al The Smiths[308]
- Jim Morrison, cântăreț și poet american, fruntaș al The Doors[309]
- Wolfgang Amadeus Mozart, compozitor austriac[310]
- Bill Murray, actor american[311]
- Devon Murray, actor irlandez cunoscut pentru faptul că l-a jucat pe Seamus Finnigan în seria de filme Harry Potter[312]
- Les Murray, poet australian[313][314]

## N
- Isaac Newton, fizician britanic[315]
- Matthew Newton, actor australian[316]
- Rhys Nicholson, comediant australian[317]
- Friedrich Nietzsche, filozof german[113]
- Trevor Noah, comediant sud-african[318]

## O
- Graeme Obree, ciclist britanic[319]
- Conan O'Brien, gazdă de televiziune, comediant, scriitor și producător american[320]
- Bill Oddie, comediant și naturalist britanic[321]
- Rosie O'Donnell, comediantî, actriță, autoare și personalitate TV americană[322]
- Fiona O'Loughlin, comediantă australiană[323]
- Eugene O'Neill, dramaturg american[324]
- Jahseh Onfroy, rapper și muzician american[325]
- Robert Oppenheimer, fizician american („tatăl bombei atomice”)[326]
- Marie Osmond, actriță, muziciană și cântăreață americană[327]
- Ronnie O'Sullivan, jucător englez de snooker[328]
- Patton Oswalt, comediant și actor american[329]

## P
- Chris Packham, prezentator britanic al lumii sălbatice[330]
- Jared Padalecki, actor american[331]
- Deepika Padukone, actriță de la Bollywood[332][333]
- Gwyneth Paltrow, actriță americană[334]
- Charlie Parker, muzician american de jazz[335]
- Dolly Parton, cântăreață și actriță americană de country[336]
- Simon Pegg, actor englez[337]
- Michael Phelps, înotător olimpic american[338]
- Ryan Phillippe, actor american[339]
- T. Boone Pickens, lider american de afaceri și manager de fonduri hedge[340]
- János Pilinszky, poet maghiar[341]
- Brad Pitt, actor american[342]
- Sylvia Plath, scriitoare americană[113]
- Edgar Allan Poe, poet și scriitor american[113]
- Jackson Pollock, pictor american[343]
- Jan Potocki, nobil și scriitor polon, autor al operei Manuscrisul găsit în Saragossa[344]
- Darrell Powers, veteran american al celui de-Al Doilea Război Mondial[345]
- George R. Price, genetician american al populațiilor[346]
- Charley Pride, cântăreț american de country[347]
- Richard Pryor, comediant american[348]
- Bill Pulsipher, jucător american de baseball[349]

## Q
- Qiao Renliang, cântăreț și actor chinez[350]

## R
- Serghei Rahmaninov, compozitor și pianist rus[351]
- Bob Rae, politician canadian, fost premier de Ontario[352]
- Jason Raize, actor și cântăreț american[353]
- Charlotte Rampling, actriță engleză[354]
- Ayn Rand, romancieră și filozoafă ruso-americană[355]
- Lili Reinhart, actriță americană[356]
- Dan Reynolds, muzician american[357]
- Trent Reznor, muzician american[358]
- Christina Ricci, actriță americană[137]
- Anne Rice, scriitoare americană[359]
- Rainer Maria Rilke, poet austriac[360]
- Jake Roberts, luptător profesionist american[361]
- John D. Rockefeller, industriaș american[362]
- Richard Rodgers, compozitor american[363]
- Ruby Rose, model australian, DJ, cântăreață, actriță, prezentatoare TV și fostă VJ la MTV[364]
- Mark Rothko, pictor american[365]
- Hans Rott, compozitor austriac[366]
- Mickey Rourke, actor american[367]
- Ronda Rousey, luptătoare profesionistă, actriță, autoare, artist marțial mixt și judoka[368]
- Jessica Rowe, jurnalistă australiană și prezentatoare TV[369][370]
- J. K. Rowling, scriitoare britanică[371][372]
- Bertrand Russell, matematician și filozof britanic[373][374]
- Winona Ryder, actriță americană[375]

## S
- Antoine de Saint-Exupéry, autor francez al Micul Prinț[376]
- J. D. Salinger, autor american al De veghe în lanul de secară[377]
- Jim Salinger, savant neo-zeelandez al schimbării climatice[378]
- Matthew Santoro, personalitate canadiană de YouTube[379]
- Siegfried Sassoon, poet și soldat britanic[380]
- Terry Sawchuk, portar canadian în hochei pe gheață[381]
- Charles M. Schulz, caricaturist american[137]
- Robert Schumann, compozitor german[382]
- Jean Seberg, actriță americană[383]
- Jerry Seinfeld, comediant american[384]
- Hubert Selby Jr., scriitor american[385]
- John Sessions, actor și comediant britanic[386]
- Brian Sewell, critic de artă englez[387]
- Anne Sexton, poetă americană[388]
- Brooke Shields, actriță americană[389]
- Gabourey Sidibe, actriță americană[390]
- Sarah Silverman, comediantă americană[391]
- Frank Sinatra, cântăreț american[392]
- Walter Slezak, actor austro-american.[393]
- Elliott Smith, muzician american.[394]
- Robert Smith, cântăreț compozitor și muzician britanic[395]
- Brittany Snow, actriță americană[396]
- Andrew Solomon, autor american[397]
- Britney Spears, cântăreață americană de pop[398]
- Rick Springfield, cântăreț compozitor australian[399]
- Bruce Springsteen, cântăreț compozitor american[400][401]
- Charles Spurgeon, predicator baptist reformat britanic[402]
- Nicolas de Staël, pictor francez de origine rusă[403]
- Aaron Stainthorpe, cântăreț britanic al trupei My Dying Bride[404]
- Layne Staley, muzician american (Alice in Chains, Mad Season)[405]
- Sylvester Stallone, actor american[406]
- Vivian Stanshall, umorist și muzician britanic (Bonzo Dog Doo-Dah Band)[407]
- Peter Steele, muzician american[408][409]
- Gwen Stefani, cântăreață americană de pop[410]
- Rod Steiger, actor american[411]
- Sting, cântăreț și compozitor britanic[412]
- Michael Stipe, muzician american, vocalist al R.E.M.[413]
- Lindsey Stirling, violonistă americană[414]
- Stormzy, rapper și artist britanic de grime[415]
- August Strindberg, dramaturg, romancier, poet, eseist și pictor suedez[416]
- William Styron, scriitor american[417]
- Magda Szubanski, actriță și comediantă australiană[418]

## T
- Tablo (Daniel Armand Lee), artist coreeano-canadian de hip hop (Epik High)[419]
- Tadao Takashima, actor și muzician japonez de jazz[420]
- Amy Tan, scriitoare americană[421]
- Catherine Tate, comediantă și actriță engleză[422]
- Channing Tatum, actor american[423]
- Corey Taylor, cântăreț american al trupelor Slipknot și Stone Sour[424]
- James Taylor, cântăreț compozitor american[425]
- Piotr Ilici Ceaikovski, compozitor rus[426]
- Emma Thompson, actriță și scenaristă britanică[427][428]
- Hunter S. Thompson, jurnalist și autor american[429]
- Josh Tillman, muzician american[430]
- Stian Thorbjørnsen, cântăreț norvegian, membru al grupului norvegian de muzică comică Staysman & Lazz[431]
- Ian Thorpe, înotător australian[432]
- Uma Thurman, actriță americană[433]
- T.I., rapper american[434]
- The Notorious B.I.G., rapper american[435]
- Ugo Tognazzi, actor italian[436]
- Lev Tolstoi, scriitor rus[437]
- Georg Trakl, poet austriac[438]
- Marcus Trescothick, jucător englez de cricket[439]
- Lars von Trier, regizor danez[440]
- Ivanka Trump, model american și primă fiică și asistentă a președintelui Statelor Unite[441]
- Matthew Tuck, muzician galez, vocalist principal al trupei Bullet for My Valentine[442]
- Mark Twain, scriitor american[113]
- Mike Tyson, boxer american[443]

## V
- Ville Valo, muzician finlandez, vocalist al trupei HIM[444]
- Vincent van Gogh, artist olandez[445][446]
- Eddie Vedder, muzician american, vocalist al Pearl Jam[447]
- Justin Vernon, muzician american, vocalist al Bon Iver[448]
- Alvaro Vitali, actor italian.[449]
- Ned Vizzini, scriitor american[450]
- Gian Maria Volonté, actor italian[451]
- Kurt Vonnegut, scriitor american[452]
- Joey Votto, jucător canadian de baseball[453]

## W
- Tom Waits, cântăreț, muzician și actor american[454]
- David Foster Wallace, scriitor american[455]
- Mike Wallace, jurnalist american al 60 Minutes[456]
- David Walliams, actor, scriitor și comediant britanic[457]
- Felicity Ward, comediantă australiană[458]
- Kerry Washington, actriță americană[459]
- Rosie Waterland, scriitoare și comediantă australiană[460]
- Evelyn Waugh, romancier și jurnalist britanic[461]
- Ruby Wax, actriță, activistă pentru sănătate mentală și autoare americană[462][463]
- Gerard Way, cântăreț american, scriitor de cărți comice, fost vocalist principal al My Chemical Romance[464]
- Andrew Lloyd Webber, compozitor și impresar britanic[465]
- Otto Weininger, filozof austriac[466]
- Florence Welch, muziciană, cântăreață și compozitoare britanică[467]
- Jonathon Welch, cântăreț australian de opera și dirijor de cor al Choir of Hope and Inspiration[468]
- Pete Wentz, basist și autor de texte lirice pentru trupa rock Fall Out Boy[469]
- Delonte West, jucător american de baschet[470]
- Jerry West, fost jucător american de baschet[471]
- Kanye West, rapper american[472]
- Wil Wheaton, actor și autor american[473]
- Dan White, politician american condamnat pentru omorârea prin imprudență a lui Harvey Milk și George Moscone[474]
- Walt Whitman, poet american[475]
- Kevin Whitrick, inginer electric britanic[476]
- Dar Williams, cântăreață americană de pop folk[477]
- Robbie Williams, cântăreț britanic de pop[478]
- Robin Williams, comediant și actor american[479]
- Steven Williams, personalitate a YouTube-ului și comentator de jocuri video[480]
- Tennessee Williams, dramaturg american[481]
- William Carlos Williams, poet american[482]
- Alan Wilson, muzician american (Canned Heat)[483]
- Brian Wilson, muzician american (Beach Boys)[484]
- Owen Wilson, comediant și actor american[485]
- Gregory Wilton, politician australian[486]
- Dean Windass, fotbalist britanic[487]
- Oprah Winfrey, moderatoare americană de talk show[488]
- Ludwig Wittgenstein, filozof austro-britanic[489]
- Ed Wood, regizor american.[490]
- Hugo Wolf, compozitor austriac[491]
- Lewis Wolpert, biolog al dezvoltării, autor și crainic britanic[492]
- Virginia Woolf, romancieră britanică[493]
- Elizabeth Wurtzel, scriitoare americană[494]

## Y
- Yang Yang, tenor chinez.[495]
- Michael Yardy, jucător englez de cricket[496]
- Boris Elțîn, primul președinte al Rusiei[497]
- Yoñlu, cântăreț compozitor și fotograf brazilian[498]
- Thom Yorke, muzician englez, solistul trupei britanice de rock alternativ Radiohead[499]